# Top Gear Russland
Top Gear Russland (Russisch: Top Gear: Русская версия) war ein russisches Automagazin, dass vom Fernsehsender Ren-TV ausgestrahlt wurde.
Top Gear Russland war nach Top Gear Australia das zweite Spin-off der britischen Fernsehsendung Top Gear. Es wurden 15 Folgen produziert, die zwischen dem 25. Februar und dem 22. Oktober 2009 ausgestrahlt wurden. Nach einer Staffel wurde die Produktion wegen zu geringer Quoten eingestellt.

## Moderation
Die Moderatoren von Top Gear Russland waren:
- Nikolai Fomenko – ehemaliger Musiker, ehemaliger Rennfahrer, Theaterschauspieler und Fernsehmoderator
- Michail Petrowsky – Schauspieler, Automobiljournalist und Blogger
- Oskar Kuchera – ehemaliger MTV Russland-Moderator und Schauspieler

## Segmente
Die Segmente der Russischen Adaption waren an die der britischen Originalserie angelehnt. Die Power Laps und das Star in a Reasonably Priced Car-Segment wurden auf einer Teststrecke auf einem stillgelegten Flughafen in Mnewniki aufgezeichnet. Für das Star in a Reasonably Priced Car-Segment wurde ein modifizierter Lada Kalina verwendet.

### Power Laps
| Pos | Zeit    | Auto                                | Bedingungen                 |
| --- | ------- | ----------------------------------- | --------------------------- |
| 1   | 1:12,00 | Porsche 911 Turbo Cabriolet         | feucht                      |
| 2   | 1:12,96 | Nissan GT-R                         | nass                        |
| 3   | 1:13,16 | 1985 Porsche 911                    | feucht                      |
| 4   | 1:13,88 | Bentley Continental GT Speed        | feucht und glatt            |
| 5   | 1:14,00 | Alpina B3                           | feucht                      |
| 6   | 1:14,83 | Lamborghini Gallardo                | etwas Schnee + Sommerreifen |
| 7   | 1:16,85 | Aston Martin V8 Vantage Roadster    | feucht                      |
| 8   | 1:17,85 | Aston Martin DB9                    | nass                        |
| 9   | 1:19,00 | Ferrari 550M                        | trocken                     |
| 10  | 1:21,01 | Range Rover Sport                   | feucht                      |
| 11  | 1:22,12 | Mazda MX-5                          | feucht                      |
| 12  | 1:22,27 | Fiat 500                            | trocken                     |
| 13  | 1:49,17 | Volvo XC90                          | Schnee                      |
| 14  | 2:08,71 | Land Rover Defender 90 SVX soft top | Eis + Schnee                |
| 15  | 2:15,93 | UAZ-469 Off-road modified           | Eis + Schnee                |
| 16  | 2:23,25 | Audi R8                             | Schnee                      |
| 17  | DNF     | Ferrari F430                        | Schnee                      |

### Star in a Reasonably Priced Car
| Pos | Zeit    | Fahrer              |
| --- | ------- | ------------------- |
| 1   | 1:13,04 | Albert Demtschenko  |
| 2   | 1:13,17 | Serioga             |
| 3   | 1:13,93 | Dimitri Nosow       |
| 4   | 1:15,27 | Alexander Nepara    |
| 5   | 1:19,23 | Waleri Nikolajew    |
|     | 1:19,23 | Juri Grimow         |
| 7   | 1:22,00 | Nikas Sawronow      |
| 8   | 1:22,13 | Alexander Marszal   |
| 9   | 1:27,00 | Karina Koks         |
| 10  | 1:32,93 | Viktoria Nepara     |
| 11  | 1:37,43 | Viktoria Pier-Marie |
| 12  | 1:39,39 | Anatol Kuczerena    |
| 13  | 1:48,15 | Maria Tsigal        |
| 14  | 1:55,17 | Elena Zacharowa     |
| 15  | DNF     | Alex Mitrofanow     |

### Cool Wall
Die Cool Wall funktionierte nach dem Vorbild der britischen Ausgabe. Sie wurde in Folge 2 vorgestellt.

## Episoden
| Episode | Tests                                                          | Gäste                                                                       | Erstausstrahlung in Russland (REN-TV) |
| ------- | -------------------------------------------------------------- | --------------------------------------------------------------------------- | ------------------------------------- |
| 1       | 1985 Porsche 911 • Mazda MX-5 • Range Rover Sport              | Albert Demtschenko, Karina Koks, Juri Grimow, Maria Tsigal, Alex Mitrofanow | 22. Februar 2009                      |
| 2       | Porsche 911 Turbo Cabriolet • Aston Martin V8 Vantage Roadster | Alexander Marszal                                                           | 1. März 2009                          |
| 3       | Alpina B3                                                      | Nikas Safronow                                                              | 8. März 2009                          |
| 4       | Aston Martin DBS                                               | Dimitri Nosow                                                               | 15. März 2009                         |
| 5       | Ferrari 550                                                    | Alexander Nepara, Viktoria Nepara                                           | 22. März 2009                         |
| 6       | Lamborghini Gallardo                                           | Anatol Kuczerena                                                            | 5. April 2009                         |
| 7       | Audi R8                                                        | Elena Zacharowa                                                             | 12. April 2009                        |
| 8       | Fiat 500                                                       | Waleri Nikolajew                                                            | 19. April 2009                        |
| 9       | Opel Monza • Wolga Roadster                                    | Irakli                                                                      | 13. September 2009                    |
| 10      | Nissan Skyline GT-R                                            | Maria Rumancewa                                                             | 20. September 2009                    |
| 11      |                                                                | Denis Simachew                                                              | 27. September 2009                    |
| 12      | Lexus RX 400h • Smart Fortwo                                   | Viktoria Pier-Marie                                                         | 4. Oktober 2009                       |
| 13      | Bentley Continental GT Speed • BMW 7er                         | Serioga                                                                     | 11. Oktober 2009                      |
| 14      | The Best of Top Gear                                           |                                                                             | 18. Oktober 2009                      |
| 15      | The Best of Top Gear                                           |                                                                             | 25. Oktober 2009                      |